# Пейзаж в Овере в дождь
«Пейзаж в Овере в дождь» (фр. Paysage d'Auvers sous la pluie) — картина голландского художника Винсента Ван Гога, написанная в июле 1890 года в Овер-сюр-Уаз под Парижем. Одно из последних полотен Ван Гога. С 1952 года находится в Национальном музее Кардиффа в Кардиффе (Уэльс).

## История
В мае 1890 года Ван Гог переехал из Сен-Реми-де-Прованс в  Овер-сюр-Уаз к северу от Парижа, где он проживал под присмотром и наблюдением доктора Поля Гаше, врача-гомеопата и мецената. В период с 17 июня по 27 июля он написал тринадцать холстов размером 50 × 100 см, на которых он изображал поля и сады вокруг Овера. Этот формат он позаимствовал у французского художника Пюви де Шаванна, который любил рисовать пейзажи вокруг Овера.
В 1920 году в Париже картину приобрела Гвендолин Дейвис, а в 1952 году она передала полотно в Национальный музей Кардиффа.

## Описание
На картине изображены полосы от сильного и ветреного дождя, которые по диагонали пересекают поверхность холста выразительными мазками, вдохновленными гравюрой японского художника Утагавы Хиросигэ «Мост под дождём», которую Ван Гог скопировал в 1887 году. Он влюбился в японское искусство в Антверпене в 1885 году и, после прибытия в Париж в 1886 году начал собирать японские гравюры на дереве укиё-э. Ранее он, вдохновлённый творчеством Хиросигэ, написал в конце 1889 года во время своего пребывания в Сен-Реми-де-Прованс картину «Пшеничное поле под дождём». Влияние японских гравюр на дереве также проявляется в разделении поверхности изображения на разноцветные части, отмечая таким образом поля, деревню и небо (противопоставляя оранжево-жёлтый и почти фиолетовый синий, дополняющие друг друга). В центре полотна изображены почти неразличимый ряд тополей вокруг Овера.
Картина перекликается с атмосферой поэмой «Дождливый день» (англ. The Rainy Day) одного из любимых поэтов Ван Гога Генри Лонгфелло, которая начинается со слов: «День холоден, и тёмен, и мрачен» (англ. The day is cold, and dark, and dreary). Через несколько дней Ван Гог покончил жизнь самоубийством.
«Пейзаж в Овере под дождем» выражает связь между природой и эмоциями, которая является фирменной формой выражения Ван Гога, поскольку он «наполнял свои пейзажи личными чувствами... в своих пейзажных картинах он хотел выразить эмоции, которые вызывала в нем природа». Художник исказил реальность, чтобы усилить выражение своих эмоций в работе. Отсутствие в изображении четкого предмета и отличительные признаки Овера связаны с целью Ван Гога создать связь между природой и эмоциями. Один критик отмечает, что истинное новаторство Ван Гога в «Пейзаже в Овере под дождем» заключается в его способности создавать обширное изображение, которое превращает пейзаж в метафору, отмечая, что даже отдельные формы на картине, такие как вороны, «поднимаются с полей и теряются в растительности за пределами мотивов и сюжета, и, как и в других картинах того же формата, сама картина становится сюжетом... мотив буквально тонет в картине».

## Провенанс
Гвендолин Дэвис приобрела «Пейзаж в Овере в дождь» у арт-дилера Хью Блейкер в 1920 году в галерее Бернхайм-Жён в Париже за 2020 фунтов стерлингов. Незадолго до этого картину чуть было не купил японский коллекционер произведений искусства Коята Ямамото, из-за элементов японизма в работе. Картина была передана в дар Национальному музею Уэльса в Кардиффе по завещанию Дэвис в 1952 году.